# N!xau
Nǃxau ǂToma (su verdadero nombre era G!kau; anteriormente Gcao Tekene Çoma) (Kalahari, 16 de diciembre de 1944 – Tsumkwe, 1 de julio de 2003) fue un campesino y actor bosquimano de Namibia, famoso por su papel en la película de 1980 Los dioses deben estar locos y sus respectivas secuelas, en las cuales interpretó a Xixo, un bosquimano del Kalahari.
El signo de exclamación en su nombre simboliza un chasquido en su lengua nativa, el juǀʼhoan. La fonética de su nombre completo, "Gcao Coma", sugiere que es un chasquido dental-vocal. 
Participó también en los rodajes de: Los dioses deben estar locos II, Crazy Safari, Crazy Hong Kong y The Gods Must Be Funny in China. En el obituario que se publicó tras su muerte en The Namibian, el periódico escribió que, "según la leyenda", Nǃxau dejó que el salario que recibió en la película fuera llevado por el viento porque no reconocía el valor del dinero.
El sitio web Internet Movie Database (IMDb) relata que ganó sólo unos centenares de dólares por el trabajo en Los dioses deben estar locos en 1980. Sin embargo, IMDb también refiere que a la época de la primera secuela, tenía ya bastante conocimiento de negociar su presencia por más de medio millón de rands sudafricanos (cerca de 80.000 dólares).
N!xau viajó a varios países africanos durante su carrera filmográfica, así como a países como Francia y China (específicamente a Hong Kong).
Después de terminar su carrera en el cine, pudo realizar uno de sus sueños, que era tener una granja, en donde cultivó maíz, banana y frijoles, criaba gallinas y mantuvo algunas cabezas de ganado.
Nǃxau se convirtió al cristianismo y en julio de 2000 se bautizó como adventista del séptimo día.
Falleció como consecuencia de una reacción alérgica a los medicamentos con que se le trató, tras haber padecido una tuberculosis multirresistente, mientras cazaba. Fue enterrado el 12 de julio de 2003 en una ceremonia fúnebre semitradicional en Tsumkwe, junto a la sepultura de su segunda esposa. Según el agente de N!xau, su nombre era en verdad G!xau, sin embargo fue listado como N!xau por un error tipográfico cuando fue hecha la película original de Los dioses deben estar locos.